# Gwendraeth Valleys Railway

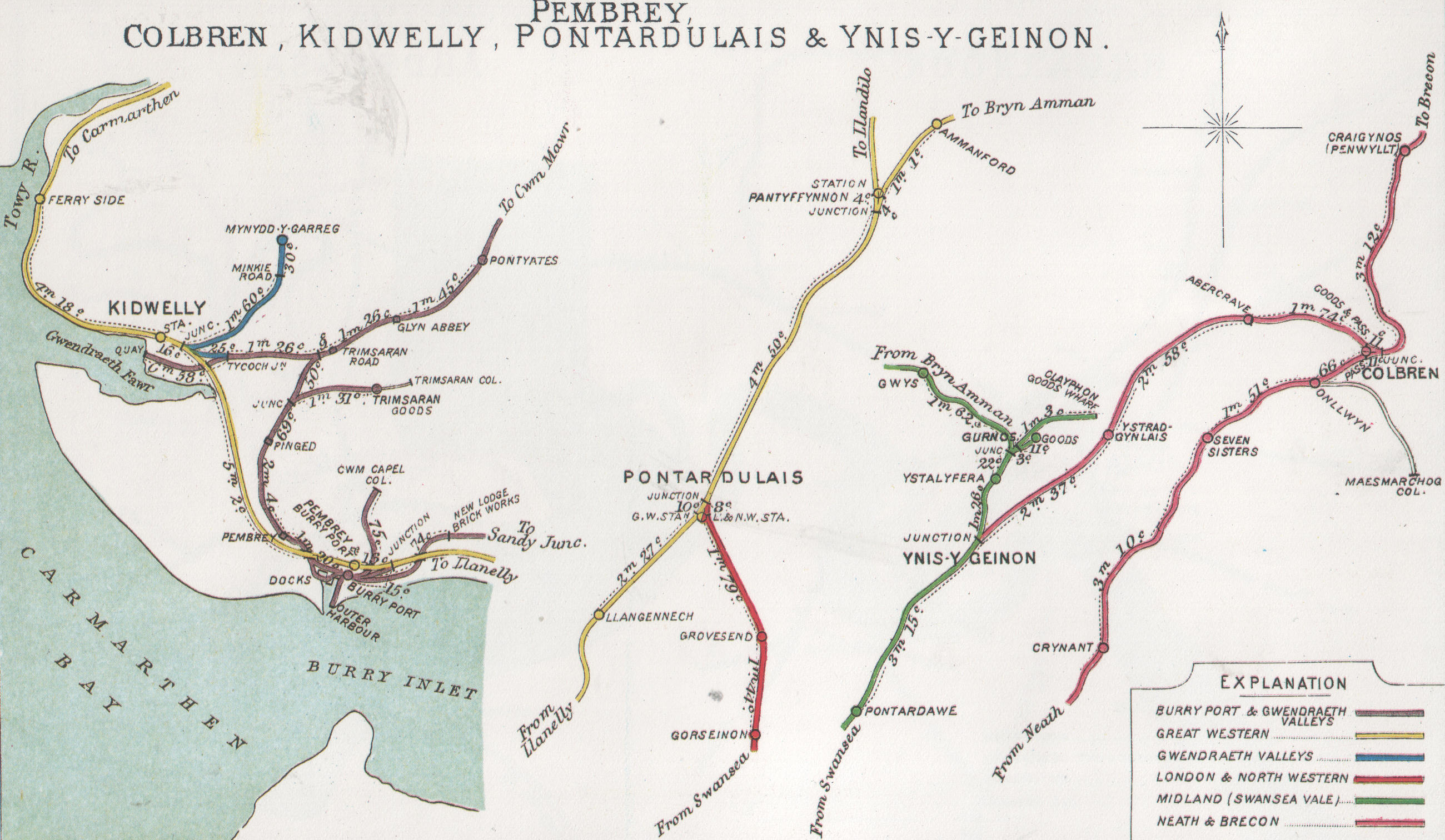
Streckenskizze auf einem Railway Junction Diagram des Railway Clearing House

Die Gwendraeth Valleys Railway, auch Gwendreath Valleys Railway genannt, war eine britische Eisenbahngesellschaft in Glamorgan in Wales.
Die Gwendraeth Valleys Railway erhielt am 30. Juli 1866 die Konzession zum Bau einer Bahnstrecke von Kidwelly nach Mynydd-y-Garreg. Die von der Carmarthen and Cardigan Railway beworbene Strecke diente vor allem dem Gütertransportbedarf der Kalköfen, Quarz- und Weißblechbetrieben bei Mynydd-y-Garreg.
Die Strecke wurde 1871 eröffnet. Von 1892 bis 1903 stand die Gesellschaft unter Zwangsverwaltung. Während dieser Zeit wurde der Betrieb durch Burry Port and Gwendraeth Valley Railway abgewickelt. 1904 wurde die Gesellschaft an die Kidwelly Tinplate Works verkauft. Durch den Railways Act 1921, in dem sie fälschlicherweise als Gwendreath Valleys Railway bezeichnet wurde, wurde die Gwendraeth Valleys Railway zum 1. Januar 1923 mit zwei Lokomotiven und 4,8 Kilometer in die Great Western Railway eingegliedert.
Nachdem im Februar 1959 der letzte Zug fuhr, wurde die Strecke am 28. August 1960 stillgelegt.